# Трећа српска пролетерска ударна бригада
Трећа српска пролетерска народно-ослободилачка ударна бригада формирана је 10. фебруара 1944. године у селу Пониквама, код Чајнича. Бригада је настала одлуком Главном штаба НОВ и ПО Србије, спајањем бораца Прве шумадијске и Прве јужноморавске бригаде. Од Прве јужноморавске бригаде формирана су два, а од Прве шумадијске бригаде један батаљон. На дан формирања бригада је имала 500 бораца. Бројно стање бригаде се стално повећавало, тако да је 15. септембра 1944. формиран и Четврти батаљон, а у октобру 1944. године бригада је имала 1.500 бораца 
Први штаб бригаде сачињавали су - Радивоје Јовановић, командант; Сава Радојчић феђа, политички комесар; Никола Љубичић, заменик команданта; Мирко Милојковић, заменик политичког комесара и Милош Манојловић, начелник Штаба. Од свог формирања, фебруара 1944. до краја рата, маја 1945. године Трећа српска бригада се налазила у саставу Друге пролетерске дивизије и дејствовала је на територији Босне, Црне Горе и Србије. 
Бригада је позната и под својим алтернативним називима — Трећа српска ударна бригада и Деветнаеста пролетерска бригада.
За своје заслуге током Народноослободилачког рата, бригада је, на предлог Врховног команданта НОВ и ПОЈ маршала Јосипа Броза Тита, одликована Орденом заслуга за народ са златним венцем, а 21. јула 1977. године и Орденом народног хероја. Била је најпре ударна, а потом је 7. октобра 1953. добила је почасни назив пролетерска и преименована у Деветнаесту пролетерску бригаду. 

## Народни хероји Треће српске бригаде
Неки од бораца Треће српске бригаде, проглашени за народне хероје Југославије су:
- Петар Јовановић Комирићанац, заменик команданта бригаде
- Радивоје Јовановић, командант бригаде
- Војислав Манојловић, заменик командира Треће чете Трећег батаљона
- Никола Љубичић, заменик команданта бригаде
- Момчило Поповић, командир чете